# Petalophyllum ralfsii
Petalophyllum ralfsii là một loài Rêu trong họ Fossombroniaceae. Loài này được (Wilson) Nees & Gottsche mô tả khoa học đầu tiên năm 1844.